# Jesper Strandskov
Jesper Strandskov (født 25. november 1954 på Frederiksberg) er tidligere dekan på Det Samfundsvidenskabelige Fakultet på Syddansk Universitet.